# 생체반응 조절물질
생체반응 조절물질(生體反應調節物質, 영어: biological response modifier, BRM)은 면역 반응을 변형시키는 물질이다. 생물학적 반응조절제(生物學的反應調節劑), 생체반응 조절인자(生體反應調節因子)라고도 한다. 이들은 내인성(생체 내에서 자연적으로 생성됨) 및 외인성(함유 성분, 약제로서)일 수 있으며, 면역 반응을 향상시키거나 억제할 수 있다. 이러한 물질 중 일부는 감염에 대한 신체의 반응을 불러 일으키고 한편 다른 물질은 반응이 과도해지는 것을 막을 수 있다.

## 생리활성 아민
생리활성 아민은 미량으로 생리 현상에 영향을 주는 활성 아민계를 가리킨다. 여기에는 주요 신경전달물질인 아드레날린, 노르아드레날린, 세라토닌, 히스타민 등이 포함된다. 한편 생리활성 펩타이드는 단백질을 제외한 생리 활성을 가진 펩타이드를 통틀어 이르는 말이다. 혈장에 기인하는 브라지키닌, 칼리진 따위와 같은 키닌류, 안지오텐신, 바소프레신, 옥시토신과 같은 뇌하수체 펩티드 호르몬 외에 어떤 생리 활성을 가진 천연 및 합성 펩타이드도 이 범주에 들어간다. 식물 역시 생물학적 기능과 작용에 영향을 주는 화학 물질을 가지고 있다.

## 종류
생리활성 미량 성분으로는 다이드제인, 제니스테인, 글리세테인, 시아니딘, 델피니딘, 말비딘, 펠라고니딘, 페노니딘, 페투니딘, 에피카테친, 에피카테친 3-갈레트, 에피갈로카테친, 에피갈로카테친 3-갈레트, 카테친, 갈로카테친, 에리오딕촐, 헤스페르레틴, 나린제닌, 에피그닌, 루테올린, 이소함네틴, 켐페롤, 마이리세틴, 쿠에르세틴, 모노머 프로안토시아니딘, 다이머 프로안토시아니딘, 트리머 프로안토시아니딘, 4-6머즈 프로안토시아니딘, 7-10머즈 프로안토시아닌, 폴리머 프로안토시아니딘, 콜린, 베타닌, 프리콜린, 글리세로, 포스파티딜콜린, 스핑고미엘린 등이 있다.

## 복잡성
생리활성물질, 신경전달물질 등은 일반적으로 여러 생리화학적 반응과 연관되어 있거나 또는 이러한 생화학적 작용기전이 어떻게 광범위하게 생리적으로 연관되어있는지 구체적으로 밝혀진 사례가 드물다고 할 수 있으므로 특정 효과에 지나치게 치중하거나 용량, 용법이 조절되지 않으면 다른 물질과의 관계 등에서 우려할 만하거나 심각한 결과를 야기할 수 있다.

## 식물의 씨앗
식물의 씨앗은 일반적으로 열매 깊숙한 속에 위치하며 동물의 섭취를 목적으로 진화된 당분을 함유하는 열매의 특성과는 다르게 씨앗은 이러한 섭취로부터 동물들의 소화 과정이나 토양에서의 균, 해충 등에게서도 보존되어 싹이 발아될 수 있도록 잘 진화되어 있지만 장미과 벚나무속의 열매종에서처럼 몇몇 일부 열매의 씨앗은 사이안배당체 성분을 함유함으로써 이러한 메커니즘을 보다 더 완수하도록 진화된 바있다. 이러한 맥락에서 독성 성분으로 전환될 수 있는 성분을 갖는 과실로는 매실, 살구 등 아미그달린이라는 생리활성물질을 함유하는 핵과류 과일의 씨앗이 그 예로 잘 알려져 있다. 이러한 씨앗의 독성을 같는 생리활성물질로는 솔라닌, 쿠쿠르비타신 등과 같은 피토케미컬이 알려져있다. 한편 이러한 사이안배당체와 같은 피토케미칼 성분의 직접적이고 과다한 섭취로 인한 생리활성작용에서의 노출은 동물의 소화 과정중 식중독에 영향을 줄 수 있어 조심해야 한다.

## 같이 보기
- 비타민
- 호르몬
- 필수아미노산

## 참고 문헌
- 유한양행-건강의 벗, 노화를 방지하는 생리활성물질
- 식품영양성분 DB소개-구축된 영양소의 종류
- 헬스조선-'행복 호르몬' 세로토닌도 과하면 독(毒)
- 식품의약품안전처-식물 열매나 씨앗 섭취시 주의하세요
- 사이언스타임즈, 씨앗, 잘못 섭취하면 독 된다